# 伊藤聚
伊藤 聚（いとう あつむ、1935年6月30日 - 1999年1月6日）は、日本の詩人。東京都出身。

## 人物・略歴
1935年、東京阿佐ヶ谷に生まれる。少年時代を静岡県で過ごした。1945年5月、磐田空襲の直撃を受け、多くの友人を失っている。1954年、静岡県立静岡高等学校卒業。早稲田大学文学部独文科を卒業後、松竹に入社。長く助監督・松竹シナリオ研究所校長を務めた。1951年頃から詩作を発表し始める。後、「氾」「鷭」「壱拾壱」「淼」「アサザ属」「飾粽」「NEW感情」などに所属した。美術への関心も強く、コラージュ・イラスト・オブジェ・写真など、言葉によらない作品も多く残している。

## 著作[4]
- 『伊藤聚詩集』 砂子屋書房 現代詩人文庫 2006.8
- 『伊藤聚詩集成』 書肆山田 2001.4
- 『公会堂の階段に坐って』 書肆山田 1997.4
- 『ZZZ・・・ : 世界の終りのあとで』 書肆山田 1991.3
- 『羽根の上を歩く』 書肆山田 1985.5
- 『目盛りある日』 れんが書房新社 1980.1
- 『気球乗りの庭』 百鬼界 1976.8
- 『世界の終りのまえに』 思潮社 1970.7